# Szabó Vladimir
Szabó Vladimir (Balassagyarmat, 1905. december 5. – Budapest, 1991. december 31.) magyar festő, grafikus. Életműve jelentős részét grafikák (ceruzarajzok, rézkarcok) alkotják.

## Élete, munkássága
Szabó Vladimir már kora gyermekkorában kapcsolatba került a rajzzal, hiszen apja, id. Szabó Vladimir rajztanár, Székely Bertalan tanítványa volt. 1924-ben felvételizett a Képzőművészeti Főiskolára, ahol Csók István, Rudnay Gyula és Vaszary János voltak a mesterei. Érdekes, hogy képzőművészeti tanulmányait 1926-ban megszakította: orvostudományi egyetemre járt, az izmok működési mechanizmusa érdekelte. 1930–1934-ben római ösztöndíjas volt, 1933-ban megkapta a Szinyei Merse Pál Társaság grafikai díját. 1935-től 1937-ig Benkhard Ágost osztályában folytatta főiskolai tanulmányait.
Római ösztöndíjasként készült képei jórészt elvesztek (sajnos éppen a fő műnek számító „Ünnep” is), pedig emlékezetes időszaka volt pályájának, a pályakezdésnek. Ezeket a képeket a „Római Iskola” stílusához lehet hasonlítani. A néhány megmaradt közül a „Tengerparti város” a legismertebb: a jellegzetes olasz tengerparti várost és az ott élő embereket ábrázolja szép színekkel, részletekbe menő megfigyeléssel. Az „Istentől elhagyott táj” címét Ligeti Pál adta. Némileg megdöbbentő mű: faluszéli kocsmában mulatozó asztaltársaságot ábrázol, közöttük egy meztelen nővel. Édouard Manet piknik-képének természetessége megszűnik, itt a jelenetet a mohó férfitekintetek miatt kifejezetten frivolnak érezzük. Az is feltűnik, hogy Szabó Vladimirnél a szépség más jelleget nyer: alakjai a szó hagyományos értelmében nem szépek, gyakran eltúlzottan viselik az öregség változásait, ám mégis, a festő jóindulattal, szeretettel figyeli alakjait.
1935-ben készült képe a „Tehénitatás”, sajátos, magasságirányban nyújtott olajfestmény. Lírai hangulatú, szinte bukolikus kép: asszonyok itatják a teheneket. A távolban látszó faluból jöttek a forráshoz, és most megfáradtan, de békében várakoznak, miközben mögöttük a magasba nyúló fák a japán festők munkáit idézik. A falujáró színészek és közönségük adják a „Moliére a tanyán” (1849) témáját. A festő jól ismerte a vándorló színészek munkáját, részese volt ő is, és jól ismerte a falusi embereket. A kicsiny színpadra zsúfolódott társulat a Képzelt beteget adja elő, a közönség hol nevet, hol bosszankodik, a színész pedig „túljátssza” a figurát. A táj mesebeli, mintha egy erdőbeli tisztáson lennénk. A zenekar harsányan játszik, a nézők pedig még a fára is felmásznak a látványért. Szabó Vladimir az 1954-es Ludas Matyival jutott el ahhoz a stílushoz, amely egész további művészetére jellemző: a részletező, a nagy felületeket tömören kitöltő aprólékos rajzolathoz. Ludas Matyi csak a kép bal alsó sarkában tűnik fel lúdjaival, miközben a kép nagy részét egy színes vásári forgatag tölti ki, a messzi háttérben pedig a Döbrögi-kastély.
Szabó Vladimir rajztudása szinte kikövetelte, hogy illusztrátorként is foglalkoztassák. Ennek elismeréseként 1948-ban Kiváló Munkás könyvillusztrációs díjban részesült. A könyvek illusztrálása egész pályáján végigkísérte (Krúdy Gyula, Kormos István, Nagy Lajos, Tersánszky Józsi Jenő). Rendszeresen részt vett országos festészeti és grafikai tárlatokon, de önálló kiállítása hosszú időn át nem volt. 1953-ban és 1954-ben Munkácsy-díjat kapott. 1959-től 1961-ig franciaországi tanulmányúton vett részt. Párizsi évei alatt címlapterveket készített Balzac, Dumas, Flaubert és Maupassant könyveihez. 1974-ben érdemes, 1980-ban kiváló művész lett. Munkássága második felére egyre inkább a grafika volt a jellemző. Rézkarcokat készített, sokat színes kivitelben (A húsiparos rémálma, Komédiások, Álarcosok), és egyre több lett a ceruzarajza is (Emlékezés tava, Emlékek között, Ócska cipők csendélete, mind 1966). A rá oly jellemző szomorkás-ironikus hangja fedezhető fel a Régiséggyűjtő és a Festő és modellek című olajképein (1971).
A festő 1991-ben hunyt el. Műveit számos múzeum és képtár őrzi (Magyar Nemzeti Galéria, Szépművészeti Múzeum, debreceni Déri Múzeum, pécsi Janus Pannonius Múzeum, a miskolci Herman Ottó Múzeum, római Modern Képtár), de sok alkotása található meg magángyűjteményekben is. Műveiben szívesen és gyakran ábrázolta a történelem, a kisvárosi-falusi élet, a régi életformák, vagy akár a saját műterme nyújtotta témákat (nem ritkán önmagát is). „Képi nyelvezetét finom, aprólékos rajzosság, részletező előadásmód, élénk fantázia és meseszerűség, árnyalt lélektani érzék, valamint a humor és a groteszk megjelenítés iránti vonzalom jellemzi. … Kiváló kompozíciós készségét, egyszerűsítő formaképzését jelzi kifejező vonalvezetése; a papír síkját egyenletesen tölti meg, a részletek gazdagon burjánzanak, nagyobb egységeket alkotnak.”

## Egyéni kiállításai
- Nemzeti Szalon, Budapest (1934),
- Róma (1934),
- Nemzeti Szalon, Budapest (1941, 1942),
- Salon des Independants, Párizs (1960),
- Sárospataki Galéria (1968),
- Szegedi Képcsarnok (1969),
- Ignis, Róma (1971),
- Brüsszel, (Gyulai Líviusszal, Gross Arnolddal) (1973),
- Balassagyarmat (1973),
- Csók Galéria, Budapest (1973),
- Vác (1974),
- Amszterdam (1974),
- Csók Galéria, Budapest (1974),
- Debrecen (1975),
- Műcsarnok, Győr (1977),
- Csontváry Terem, Pécs (1977),
- József Attila Könyvtár, Miskolc (1977),
- Csók Galéria, Budapest (1978),
- Bartók Béla Művelődési Központ, Szeged (1978),
- Simontornyai Vármúzeum (1978),
- Műcsarnok, Budapest (1980),
- Csepel (1981),
- Kőszeg (1981),
- Vigadó Galéria, Budapest (1982),
- Palóc Múzeum, Balassagyarmat (1985),
- Várszínház, Budapest (1986),
- Tatai Ifjúsági és Művelődési Központ (1986),
- Soproni Festőterem (1987),
- Sziráki Kastélyszálló (1987),
- Veszprémi Várgaléria (1988),
- Művészetek Háza, Szekszárd (1991),
- Vigadó Galéria, Budapest (1991),
- Palóc Múzeum, Balassagyarmat (1993),
- Emlékkiállítás, Városház Galéria, Vác (1998).